# 大脳旧皮質
大脳旧皮質（だいのうきゅうひしつ）とは、大脳のうち、生存の欲求に関わる部位を指す。個体保存の欲求（睡眠欲・食欲・排泄欲）や、種族保存の欲求（性欲）などが、これに当たる。
大脳を占める割合で、いわゆる下等生物ほど大きくなり、高等生物ほど小さくなるが、高等生物でも生存に関わる極限状態に置かれた場合は、大脳旧皮質が頭をもたげるという。宗教紛争や民族紛争は所属欲求の問題であることから、大脳旧皮質の問題であると民俗学者の梅棹忠夫は述べている。